# Reynold Brown
Reynold Brown, né en 1917 à Los Angeles et mort en 1991, est un illustrateur et un affichiste de cinéma américain. Il dessina la célèbre affiche originale pour le film Ben Hur

## Carrière
Il suit les cours de dessin à l'Alhambra High School avec son professeur Lester Bonar. Il rencontre Hal Forrest (en) qui l'engage pour son comic strip Tailspin Tommy (en) en 1936. Après guerre il est illustrateur pour de nombreux journaux et magazines et dessine des couvertures de livres. Puis il se perfectionne en dessin au Art Center college of design où il rencontre Mischa Kallis directeur artistique aux Studios Universal qui l'engage au début des années 1950 pour dessiner des affiches de film.

## Œuvres principales
- 1952 : Le monde lui appartient, de Raoul Walsh
- 1954 :
  - Le Chevalier du roi, de Rudolph Maté
  - L'Étrange Créature du lac noir, de Jack Arnold
- 1955 : L'Enfer des hommes, de Jesse Hibbs
- 1957 : L'Homme qui rétrécit (film), de Jack Arnold
- 1958 :
  - Le Décapité vivant, de Will Cowan
  - Le Monstre des abîmes, de Jack Arnold
- 1959 : 
  - Ben-Hur, de William Wyler
  - Mirage de la vie, de Douglas Sirk
  - Opération Jupons, de Blake Edwards
- 1960 :
  - La Machine à explorer le temps, de George Pal
  - Spartacus de Stanley Kubrick
  - La Ruée vers l'Ouest (film, 1960), de Anthony Mann et Charles Walters
  - Alamo (film, 1960), de John Wayne
  - La Vénus au vison, de Daniel Mann
- 1961 : Le Roi des Rois de Nicholas Ray
- 1962 :
  - Les Amours enchantées, de Henry Levin
  - Les Quatre Cavaliers de l'Apocalypse (film, 1962), de Vincente Minnelli
  - Les Révoltés du Bounty (film, 1962), de Lewis Milestone
- 1963 : 
  - Flipper (film, 1963), de James B. Clark
  - The Prize, de Mark Robson
  - Un dimanche à New York, de Peter Tewksbury

- la chatte sur un toit brûlant de Richard Brooks
- Tarantula ! de Jack Arnold
- La conquête de l'Ouest de John Ford